# Aspidosperma macrophyllum
Aspidosperma macrophyllum é uma espécie de plantas com flores. Foi descrito pela primeira vez por Johannes Müller Argoviensis . Aspidosperma macrophyllum pertence ao gênero Aspidosperma e à família Apocynaceae.

## Subespécies
O gênero é dividido nos seguintes tipos:
- A. m. macrophyllum
- A. m. morii